# Ok (vulcano)

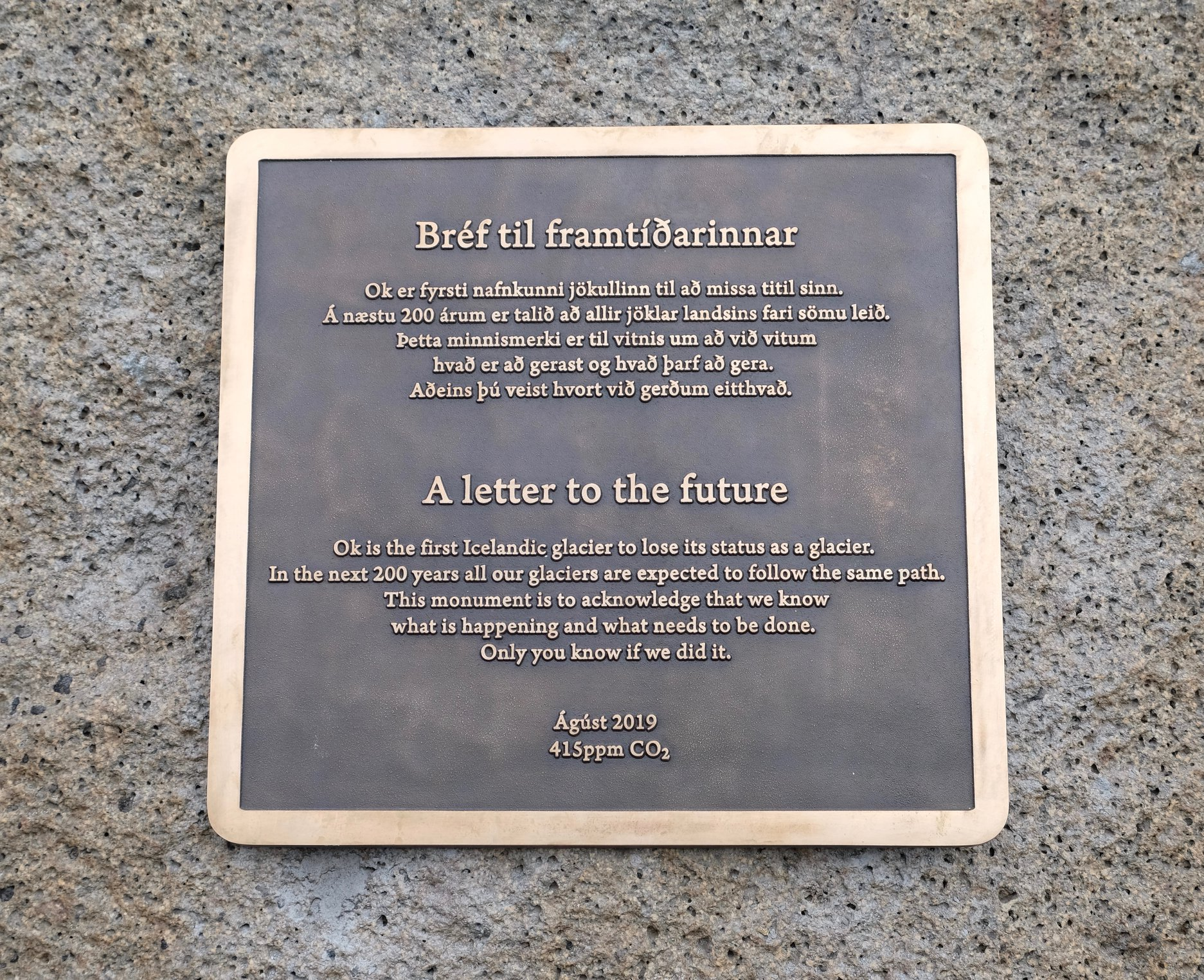
La placca commemorativa del ghiacciaio scomparso Okjökull

Il vulcano Ok (ˈɔːk) che in lingua islandese significa: Giogo, è situato nella regione del Vesturland, nella parte occidentale dell'Islanda.

## Descrizione
L'Ok è un vulcano a scudo oggi non più in attività, alto 1198 metri e situato nel comune di Borgarbyggð, nella parte occidentale dell'Islanda. La sua ultima eruzione sembra risalire al Pleistocene.
È posizionato tra la valle Reykholtsdalur, rispetto alla quale si eleva di circa 800 m, e il pendio dell'altopiano di Kaldidalur, dove scorre l'omonima strada sterrata S550 che attraversa l'interno dell'isola.
Di fronte, sul lato orientale del Kaldidalur, si trovano il ghiacciaio Þórisjökull e il Langjökull, il secondo ghiacciaio più grande dell'Islanda.

## Geologia
L'Ok è un vulcano a scudo, costituito principalmente da basalto ricco in olivina e ha un'età compresa tra 110.000 e 130.000 anni, il che significa che si è formato durante un interglaciale dell'era glaciale. L'edificio vulcanico è uno dei più grandi di questa tipologia, ma a differenza del vulcano Skjaldbreiður, è stato eroso dai ghiacciai già durante l'era glaciale, come evidenziato dalle aspre rocce sul lato ovest.
Sulla sommità del vulcano si trova un grande cratere principale.

## Il ghiacciaio scomparso
La sommità del vulcano è stata per lungo tempo ricoperta dal ghiacciaio Okjökull, che sembra essere scomparso dal 2018. La perdita del ghiacciaio è stata soggetto di un documentario del 2018 dal titolo Not Ok.
Nell'agosto 2019 alla base della zona dove si estendeva il ghiacciaio è stata posta una placca commemorativa con un testo in inglese scritto da Andri Snær Magnason, che dice:
A letter to the future
Ok is the first Icelandic glacier to lose its status as a glacier. In the next 200 years all our glaciers are expected to follow the same path. This monument is to acknowledge that we know what is happening and what needs to be done. Only you know if we did it.
August 2019
415PPM CO2